# Curve nella memoria
Curve nella memoria è una raccolta (con alcuni brani dal vivo) del cantautore italiano Francesco De Gregori, pubblicata nel 1998. Sono registrate dal vivo, in versioni già comparse negli album live usciti tra il 1990 e il 1997, le tracce 2, 6, 7, 11, 12, 15, 16, 17.

## Tracce
1. Viaggi & miraggi - 4.57
2. Titanic - 4.27
3. Cose - 5.21
4. Adelante! Adelante! - 3.32
5. Il bandito e il campione - 4.24
6. Buonanotte fiorellino - 2.45
7. Pablo - 5.21
8. La valigia dell'attore - 4.24
9. Battere e levare - 3.03
10. L'Agnello di Dio - 4.04
11. Viva l'Italia - 3.15
12. La storia - 3.45
13. Compagni di viaggio - 5.35
14. Stella della strada - 3.38
15. Rimmel - 4.00
16. La leva calcistica della classe '68 - 4.35
17. La donna cannone - 5.02
18. Bellamore - 3.28